# King—Vaughan
Pour les articles homonymes, voir King et Vaughan.
Pour la circonscription provinciale, voir King—Vaughan (circonscription provinciale).
Circonscription électorale fédérale du Canada
King—Vaughan est une circonscription électorale fédérale canadienne située en Ontario.

## Géographie
Située au nord de Toronto, la circonscription consiste du canton de King et d'une partie de la ville de Vaughan dans la municipalité régionale d'York.
Les circonscriptions limitrophes sont Brampton-Est, Dufferin—Caledon, New Tecumseth—Gwillimbury, Newmarket—Aurora, Aurora—Oak Ridges—Richmond Hill, Richmond Hill-Sud, Thornhill et Vaughan—Woodbridge.
En 2015, les circonscriptions limitrophes étaient Newmarket—Aurora, Aurora—Oak Ridges—Richmond Hill, Richmond Hill, Thornhill, Vaughan—Woodbridge, Brampton-Est, Dufferin—Caledon, Simcoe—Grey et York—Simcoe.

## Historique
La circonscription de King—Vaughan est créée en 2013 d'une partie de Newmarket—Aurora, de Richmond Hill et d'Oak Ridges—Markham.
Lors du redécoupage électoral de 2022-2023, la circonscription gagne au nord-est, avec l'abolition de la circonscription de York—Simcoe, la partie située entre la route 9 et la rivière Holland (en) entre le chemin Leonard à l'ouest et une ligne droite longeant la rue Bathurst jusqu'à la rivière à l'est. Au sud-ouest, la limite sud devient la promenade Major Mackenzie Ouest entre la route 50 et le ruisseau Pineville. Elle perd ensuite la partie entre la promenade Major Mackenzie Ouest et le chemin Teston comprise entre ce ruisseau et l'autoroute 400 au profit de la circonscription de Vaughan—Woodbridge. Au sud-est, elle perd la partie située entre la promenade Major Mackenzie Ouest et le chemin Rutherford comprise entre la rue Dufferin et la rue Bathurst, à l'avantage de la circonscription de Thornhill, mais gagne de cette dernière, la partie au nord de la rivière Don située au sud du chemin Rutherford et à l'ouest de la rue Keele,.

## Députés
| Législature                                                                                | Années        | Député       | Parti | Parti        |
| ------------------------------------------------------------------------------------------ | ------------- | ------------ | ----- | ------------ |
| King—Vaughan issue d'une partie de Newmarket—Aurora, Richmond Hill et d'Oak Ridges—Markham |               |              |       |              |
| 42e                                                                                        | 2015–2019     | Deb Schulte  |       | Libéral      |
| 43e                                                                                        | 2019–2021     | Deb Schulte  |       | Libéral      |
| 44e                                                                                        | 2021–2025     | Anna Roberts |       | Conservateur |
| 45e                                                                                        | 2025–en cours | Anna Roberts |       | Conservateur |

## Résultats électoraux
|       | Candidat          | Parti        | # de voix | % des voix |
|       | Konstantin Toubis | Conservateur | +24 170,  | 44,2 %     |
|       | (X) Deb Schulte   | Libéral      | +25 908,  | 47,38 %    |
|       | Natalie Rizzo     | NPD          | +03 571,  | 6,53 %     |
|       | Ann Raney         | Vert         | +01 037,  | 1,9 %      |
| Total | Total             | Total        | 54 686    | 100 %      |